# Florelle

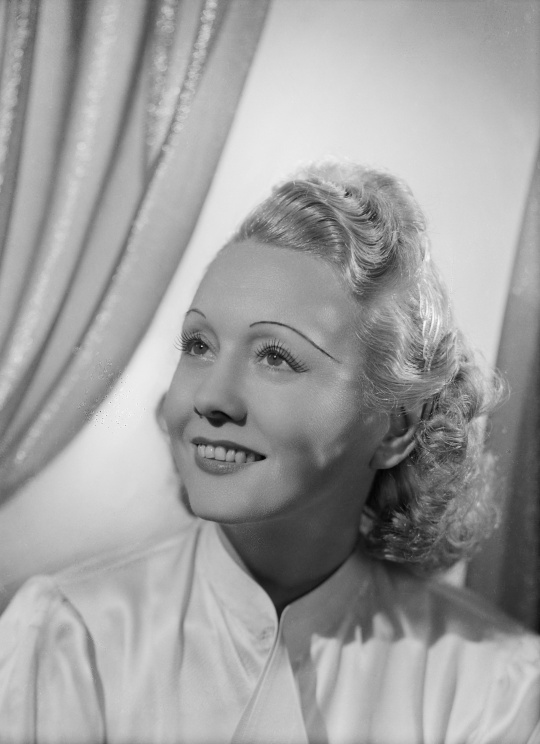
Florelle em 1939

Florelle (9 de agosto de 1898 — 28 de setembro de 1974), nascida Odette Elisa Joséphine Marguerite Rousseau, foi uma atriz francesa. Ela apareceu em 54 filmes entre 1912 e 1956.
Nasceu em Les Sables-d'Olonne, Vendeia e faleceu em La Roche-sur-Yon, Vendeia.